# Heinrich Brüning

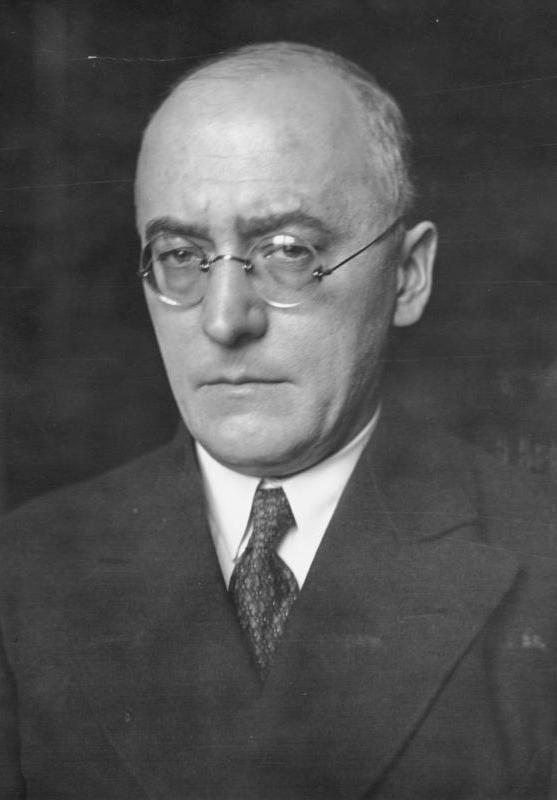
Heinrich Brüning (1930)

Heinrich Brüning (uitspraakⓘ) (Münster, 26 november 1885 – Norwich (Vermont), 30 maart 1970) was een Duits politicus en als zodanig onder meer Rijkskanselier.
Brüning verloor op eenjarige leeftijd zijn vader, waarna zijn oudere broer Hermann Joseph een belangrijke rol in zijn opvoeding speelde. Hij studeerde filosofie, geschiedenis en politieke wetenschappen in Straatsburg, aan de London School of Economics en in Bonn; hier haalde hij zijn doctoraal in nationale economie. Een van zijn docenten in Straatsburg, die grote invloed op Brüning had, was Friedrich Meinecke.
Brüning was lid van de Deutsche Zentrumspartei, de rooms-katholieke partij van Duitsland.
In 1919 werd hij de persoonlijk adviseur van de Pruisische welzijnsminister Adam Stegerwald. Van 1920 tot 1930 was hij de leidende directeur van de Christelijke Duitse vakbondsfederatie. In 1928 werd hij lid van het Pruisisch Lagerhuis.
Op 30 maart 1930, na de val van de grote coalitie van Hermann Müller, werd Brüning rijkskanselier. In september werd het kabinet-Brüning mogelijk door steun van de Sociaaldemocratische Partij van Duitsland (SPD). In 1932 trok het kabinet Brüning zich terug en werd Brüning minister van buitenlandse zaken. Op 10 november ontvingen Hindenburg en Brüning Adolf Hitler. Zij onderhandelden over een samenwerking met de NSDAP, om de politieke druk van de nationale oppositie te verzwakken. De besprekingen hadden geen resultaat. In 1934 werd Brüning bijna gearresteerd. Hij wist bijtijds te ontkomen naar de Verenigde Staten, waar hij hoogleraar in de politieke wetenschappen werd aan de Harvard-universiteit. Van 1951 tot 1955 gaf hij les aan de Universiteit van Keulen.
Brüning overleed in 1970 op 84-jarige leeftijd in de Verenigde Staten.